# سایروس کریستی
سایروس سیلوستر فردریک کریستی (انگلیسی: Cyrus Sylvester Frederick Christie؛ زادهٔ ۳۰ سپتامبر ۱۹۹۲) بازیکن فوتبال اهل ایرلند است.
از باشگاه‌هایی که در آن بازی کرده‌است می‌توان به کاونتری سیتی، نانیتون تاون، دربی کانتی، میدلزبرو، فولام و ناتینگهام فارست اشاره کرد.
وی همچنین در تیم ملی فوتبال جمهوری ایرلند بازی کرده‌است.